# Coat of Arms
Coat of Arms è il sesto album in studio del gruppo musicale heavy metal svedese Sabaton, pubblicato il 21 maggio 2010 per Nuclear Blast.
L'album è stato pubblicato in formato CD, vinile da 7" e in edizione limitata con digibook.

## Tracce
1. Coat of Arms – 3:35
2. Midway – 2:29
3. Uprising – 4:56
4. Screaming Eagles – 4:08
5. The Final Solution – 4:57
6. Aces in Exile – 4:23
7. Saboteurs – 3:16
8. Wehrmacht – 4:14
9. White Death – 4:10
10. Metal Ripper – 3:51

Durata totale: 39:59

### Edizione bonus digipack
1. Coat of Arms (strumentale) – 3:55
2. Metal Ripper (strumentale) – 3:51

Durata totale: 7:46

### Edizione bonus streaming e download digitale
1. White Death (strumentale) – 4:10

Durata totale: 4:10

## Temi
- Coat of Arms riguarda la Campagna italiana di Grecia durante la seconda guerra mondiale.
- Midway riguarda la battaglia delle Midway.
- Uprising riguarda la rivolta di Varsavia contro le forze di occupazione tedesche nell'estate del 1944.[2]
- Screaming Eagles riguarda la 101st Airborne Division durante la seconda guerra mondiale.
- The Final Solution riguarda la soluzione finale della questione ebraica.
- Aces in Exile riguarda i piloti polacchi della RAF in esilio durante la battaglia d'Inghilterra. Nel brano vengono inoltre onorati i combattenti cecoslovacchi e canadesi che combatterono in quella stessa battaglia.[3]
- Saboteurs riguarda il raid del Telemark, compiuto da commando norvegesi addestrati dai britannici.
- Wehrmacht riguarda la Wehrmacht.
- The White Death riguarda Simo Häyhä, celebre e letale cecchino finlandese durante la guerra d'Inverno.
- Metal Ripper come le precedenti Metal Machine e Metal Crue, è un tributo al genere metal con citazioni di alcune delle band più famose.[4]

## Formazione
- Joakim Brodén - voce
- Rickard Sundén - chitarra
- Oskar Montelius - chitarra
- Pär Sundström - basso
- Daniel Mÿhr - tastiere
- Daniel Mullback - batteria